# Rio Mineiro
Pour les articles homonymes, voir Mineiro (homonymie).
Le rio Mineiro est un cours d'eau brésilien de l'État du Rio Grande do Sul. 
C'est un affluent de la rive gauche du rio Caí.